# Morya
Morya, ou Mestre Morya, ou Mestre M. é um personagem misterioso que muitos escritores e adeptos de movimentos esotéricos consideram um mestre de sabedoria ou mahatma. Também é considerado o Chohan ou Líder do Primeiro Raio e um membro da Grande Fraternidade Branca. Sua figura foi primeiro divulgada ao mundo através dos escritos de Helena Blavatsky, de quem ela se dizia discípula. Apesar de haver grande literatura sobre ele, sua existência ainda não foi comprovada. Alguns acreditam que ele é uma magnificação fantasiosa de uma figura histórica, um dos patronos de Blavatsky e da Sociedade Teosófica, o marajá hindu Ranbir Singh, de Caxemira, morto em 1885.

## História
H. P. Blavatsky, originalmente descreveu a existência de um mestre espiritual que ela considerava seu guru, e que passou, entre outros nomes, Morya. Blavatsky disse que Morya e outro mestre, Kut Humi, foram seus principais guias no estabelecimento da Sociedade Teosófica. Blavatsky também escreveu que os Mestres Morya e Kut Humi pertenciam a um grupo de humanos altamente desenvolvidos conhecidos por alguns como a Grande Fraternidade Branca ou a Loja Branca (embora não seja assim que se descrevem). A personalidade do Mestre Morya foi descrita com alguns detalhes por vários autores teosóficos. Um homem "vivendo na terra, mas possuidor de sentidos desenvolvidos que riam do tempo e do espaço".